# Försäljningsstall
Försäljningsstall är ett ställe där man kan lämna in sin häst om man vill att någon ska hjälpa en att sälja den. Då skickas den dit och sedan hålls den igång och tränas upp av erfarna människor under väntan på hästaffären.